# Экспедиция Арсеньева 1907 года
Экспедиция штабс-капитана В. К. Арсеньева по исследованию Уссурийского края 1907 года — комплексная исследовательская экспедиция, предпринятая по инициативе Приамурского генерал-губернатора Павла Фёдоровича Унтербергера с целью исследования горной области Сихотэ-Алиня. Являясь продолжением экспедиции 1906 года, настоящая экспедиция предполагала обследование горной области хребта Сихотэ-Алинь между 45°—47° северной широты, бассейны рек, впадающих в том районе в море, верхнее течение рек, составляющих систему реки Иман, а также весь бассейн реки Бикин. Цели и задачи экспедиции были теми же, что и в экспедиции 1906 года: военно-географические, военно-статистические, а также колонизационные и естественно-исторические. Экспедиция была снаряжена при содействии и на средства Приамурского отдела Императорского Русского Географического Общества и лично генерал-губернатора П. Ф. Унтербергера. Руководил экспедицией штабс-капитан Владимир Клавдиевич Арсеньев. Продолжительность экспедиции — семь месяцев (с 11 [24] июня 1907 года по 5 [18] января 1908 года).
Путевые дневники В. К. Арсеньева из экспедиции 1907 года легли в основу его повести «Дерсу Узала», а также нескольких его научных работ и исследовательских очерков.

## Предыстория
Получивший крайнее удовлетворение отличными результатами экспедиции 1906 года генерал-губернатор П. Ф. Унтербергер представил штабс-капитана Арсеньева к награждению вне очереди орденом Святого Владимира IV степени, хотя, согласно порядку вручения, кавалером этого ордена IV степени могли стать лица не ниже чина подполковника — седьмого класса табели о рангах. Как того и следовало ожидать, чиновники в столице сочли эту награду чрезмерной. Тем не менее, для награждения была выбрана более низкая по старшинству награда, и высочайшим указом от 17 (30) марта 1907 года Арсеньева наградили орденом Святого Станислава II степени. Однако осенью того же года, во время нахождения Арсеньева в своей новой экспедиции, высочайшим приказом от 14 (27) октября 1907 года он был награждён орденом Святого Владимира IV степени. По возвращении к своим обычным служебным обязанностям, в марте того же года штабс-капитан Арсеньев во главе охотничьей команды 23-го Восточно-Сибирского стрелкового полка был командирован для проведения рекогносцировочных работ на склонах хребта Хехцир.

## Ход экспедиции

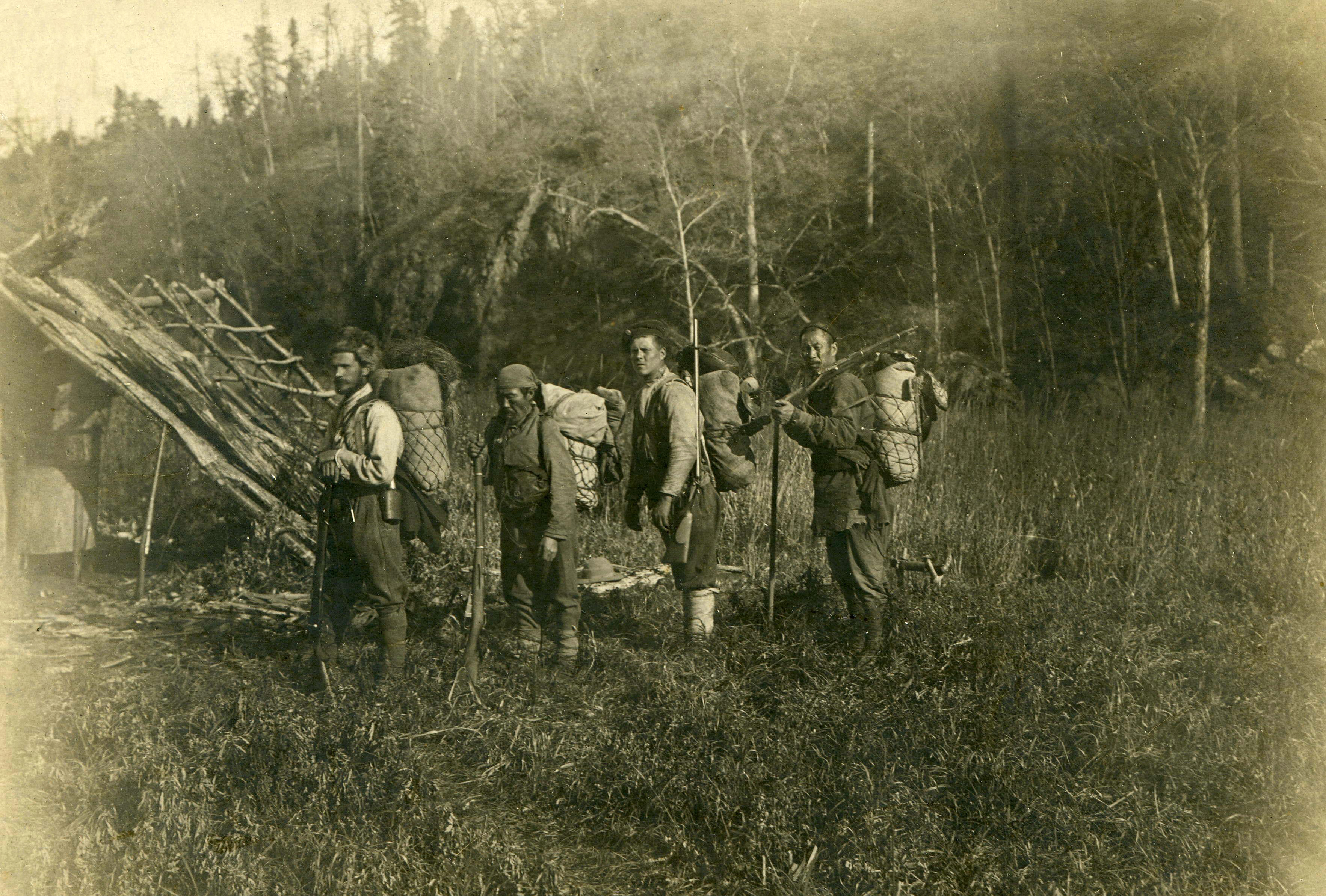
Владимир Арсеньев, Дерсу Узала, неизвестный человек и Чжан-Бао (слева направо) в походе по бассейну реки Такема, 1907 год

В 1907 году было решено продолжить работы 1906 года. Был разработан и утверждён план новой экспедиции на хребет Сихотэ-Алинь. Согласно ему, предстояло обследовать горную область хребта Сихотэ-Алинь между 45°—47° северной широты, бассейны рек, впадающих в том районе в море, верхнее течение рек, составляющих систему реки Иман, а также весь бассейн реки Бикин. Средства на экспедицию — 3000 рублей — выделил П. Ф. Унтербергер. Вместе с Арсеньевым в экспедицию отправился его прежний помощник инженерный подпрапорщик А. И. Мерзляков, в качестве ботаника — швейцарец Н. А. Десулави, а также студент-палеонтолог Киевского университета П. П. Бордаков, те же, что и в прошлом году стрелки и казаки, и Дерсу Узала, которого по просьбе Арсеньева разыскал в тайге, недалеко от урочища Анучино, специально посланный для этого стрелок Захаров, а также два ороча-переводчика. На станции Ипполитовка Дерсу и Захаров прожили четверо суток, а затем, получив телеграмму от Арсеньева, сели в поезд, на котором 13 (26) июня из Хабаровска во Владивосток выехали все остальные участники экспедиции. Оттуда отряду предстояло морем направиться в бухту Джигит (в северной части залива Рында).
Во Владивостоке Арсеньеву пришлось столкнуться с непредвиденными трудностями. Экспедиция оказалась на грани срыва: постоянного морского сообщения по побережью Японского моря ещё не существовало, а специально зафрахтованный переселенческим управлением пароход «Эльдорадо» отплыл за два дня до прибытия Арсеньева с отрядом во Владивосток. Дата следующего рейса была неизвестна, и поэтому всему отряду требовалось снимать жильё, что влекло за собой дополнительные расходы. Пытаясь найти квартиру, Арсеньев обратился с просьбой в штаб Владивостокской крепости, однако там ему отказали. За неимением другой альтернативы путешественникам пришлось снимать комнаты в гостинице. От командира военного порта, барона В. Н. Ферзена, Арсеньев узнал, что в район работы экспедиции скоро отправятся миноносцы «Грозный» и «Бесшумный». Арсеньев был знаком с командирами этих кораблей П. Г. Тигерстедтом и С. З. Балком, которые уже оказывали помощь Арсеньеву в прошлой экспедиции. Они заверили Арсеньева, что без всяких проблем доставят экспедицию в бухту Джигит. Через десять дней миноносцы отплыли, а ещё через неделю, вечером 30 июня 1907 года были в бухте Джигит. Утром следующего дня экспедиция сошла на берег.
На протяжении двух недель отряд находился в ожидании парохода «Эльдорадо», на котором должны были привезти вьючных мулов. Наконец, 10 июля экспедиция отправилась в путь, вверх по течению реки Иодзыхе. К 21 июля были обследованы русла рек Дангау, Синанча, Тасиндза и Дунгоу. В конце июля Н. А. Десулави, у которого заканчивался отпуск, покинул отряд. Вскоре отряд покинул П. П. Бордаков, решивший вернуться во Владивосток вместе с Десулави. Однако в бухте Терней к экспедиции присоединился командир отряда охотников за хунхузами, китаец Чжан-Бао, с которым Арсеньев познакомился в экспедиции 1906 года, примерно через неделю после встречи с Дерсу Узала. Он обладал огромным авторитетом среди китайского и туземного населения Уссурийского края, а также был хорошим знатоком местности, что несомненно могло принести пользу для экспедиции.
Экспедиция завершилась 5 января 1908 года возвращением в Хабаровск. За время экспедиции был исследован север Уссурийского края от бухты Джигит до побережья Татарского пролива; верхние течения рек системы Имана, бассейн реки Бикин и морское побережье; Сихотэ-Алинь был пройден 4 раза. Вместе со всеми в Хабаровск приехал Дерсу Узала, которого Арсеньев поселил в своём доме. Однако Дерсу, проживший всю жизнь в тайге, не смог вынести рутины городской жизни, и весной ушёл в лес. Через две недели после его ухода, в конце марта 1908 года, Арсеньев получил телеграмму от начальника станции Корфовская И. А. Дзюля, сообщавшую, что Дерсу был найден убитым неподалёку от станции.

### Комментарии
1. ↑  В. К. Арсеньев называет эту реку Синанца. Хотя реки с такими названиями имелись в нескольких районах Уссурийского края, здесь речь идёт о нижнем притоке реки, ныне носящей название Черёмуховая[10].
2. ↑  Другой вариант произношения — Дзен-Пау (в переводе с китайского — «охотничий старшина»). Настоящее имя — Чан-Гин-чин[11].